# Alfafar
Alfafar – gmina w Hiszpanii, w prowincji Walencja, we wspólnocie autonomicznej Walencja, o powierzchni 10,1 km². W 2011 roku liczyła 20 852 mieszkańców.